# Lacrosse bei den Olympischen Spielen
Lacrosse wurde bei den Olympischen Spielen erstmals 1904 in St. Louis ausgetragen. 1908 in London wurden letztmalig olympische Medaillen in dieser Disziplin vergeben. 1928, 1932 und 1948 wurde Lacrosse als Demonstrationssportart bei den Spielen ausgetragen, jedoch ohne den Status als offizielle olympische Wettkämpfe. Am 13. Oktober 2023 wurde bekannt, dass 2028 bei den Spielen in Los Angeles erstmals nach 120 Jahren wieder olympische Wettkämpfe im Lacrosse stattfinden sollen, wobei im Lacrosses Sixes Format gespielt werden soll.

## Übersicht der Wettbewerbe
| Wettbewerb             | 96 | 00 | 04 | 06 | 08 | 12 | 20 | 24 | 28 | 32 | 36 | 48 | 52 | 56 | 60 | 60 | 64 | 72 | 76 | 80 | 84 | 88 | 92 | 96 | 00 | 04 | 08 | 12 | 16 | 20 | 24 | 28 | 32 | Gesamt |
| ---------------------- | -- | -- | -- | -- | -- | -- | -- | -- | -- | -- | -- | -- | -- | -- | -- | -- | -- | -- | -- | -- | -- | -- | -- | -- | -- | -- | -- | -- | -- | -- | -- | -- | -- | ------ |
| Männer                 |    |    | •  |    | •  |    |    |    | D  | D  |    | D  |    |    |    |    |    |    |    |    |    |    |    |    |    |    |    |    |    |    |    |    |    | 2      |
| Frauen                 |    |    |    |    |    |    |    |    |    |    |    |    |    |    |    |    |    |    |    |    |    |    |    |    |    |    |    |    |    |    |    |    |    |        |
| Anzahl der Wettbewerbe |    |    | 1  |    | 1  |    |    |    |    |    |    |    |    |    |    |    |    |    |    |    |    |    |    |    |    |    |    |    |    |    |    |    |    | 2      |

1904 und 1908 fanden jeweils nur Wettkämpfe für Männer statt. Diese waren geprägt von einer geringen Teilnehmerzahl. So nahmen 1904 nur drei Mannschaften teil, 1908 gar nur zwei, wodurch keine Bronzemedaille vergeben wurde.

## Wettkampfstätten
| Spiele           | Wettkampfstätte               | Weitere Sportarten in der Wettkampfstätte                                                                                        | Kapazität |
| ---------------- | ----------------------------- | --- | --------- |
| St. Louis 1904   | Francis Field                 | Bogenschießen, Fußball, Gewichtheben, Leichtathletik, Radsport, Ringen, Roque, Tauziehen, Tennis, Turnen                         | 19.000    |
| London 1908      | White City Stadium            | Bogenschießen, Fußball, Hockey, Leichtathletik, Ringen, Rugby, Tauziehen, Turnen, Schwimmen, Wasserball (Finale), Wasserspringen | 68.000    |
| Amsterdam 1928   | k. A.                         | |           |
| Los Angeles 1932 | Los Angeles Memorial Coliseum | Leichtathletik, Reiten (Springreiten, Vielseitigkeit), Hockey, Turnen                                                            | k. A.     |
| London 1948      | Wembley-Stadion               | Leichtathletik, Reiten (Springreiten), Fußball (Finale), Hockey (Finale)                                                         | k. A.     |
| Los Angeles 2028 | TBA                           | |           |

## Ewiger Medaillenspiegel
Stand: 1908
| Rang | Land               | Gold | Silber | Bronze | Gesamt |
| ---- | ------------------ | ---- | ------ | ------ | ------ |
| 1    | Kanada             | 2    | –      | 1      | 3      |
| 2    | Vereinigte Staaten | –    | 1      | –      | 1      |
| 2    | Großbritannien     | –    | 1      | –      | 1      |